# Loïc Goujon
Loïc Goujon (né le 9 janvier 1996) est un footballeur professionnel français qui joue actuellement à l'US Concarneau au poste de milieu de terrain. Il joue majoritairement en tant que milieu défensif, mais il peut également être latéral droit.

## Biographie
Dans sa jeunesse, Loïc Goujon a joué pour le club de sa ville natale, le FC Sens. A 10 ans, lors d'un tournoi de jeunes, il est repéré par l'AJ Auxerre, situé dans le même département. En 2014, il remporte la Coupe Gambardella avec le club auxerrois. Il est notamment titulaire lors de la victoire en finale contre le Stade de Reims (2-0). Lors de cette même année, il intègre la réserve de l'AJA à l'âge de 18 ans . Le 30 juillet 2016, pour le premier match de la saison 2016-2017, il fait ses débuts en Ligue 2 avec l'équipe première en tant que remplaçant lors d'un match nul (0-0) au Red Star . Il a fait ses débuts comme titulaire le 12 août 2016 lors d'une victoire 4-2 à Bourg-en-Bresse. Le 14 décembre 2016, après être devenu titulaire en équipe première, il signe son premier contrat professionnel avec le club.
En octobre 2017, Loïc Goujon est prêté à Boulogne en National. Le 16 février 2018, il marque le premier but de sa carrière professionnelle lors d'une victoire 2-1 contre Chambly. Après le prêt, il retourne à Auxerre, où il est réintégré à l'équipe première pour la saison 2018-19 de Ligue 2. À la fin de la saison, il ne parvient pas à négocier une prolongation de contrat et décide de quitter Auxerre.
Le 16 juillet 2019, Goujon signe un contrat avec le Red Star. Le club francilien, relégué de Ligue 2, joue toute la saison pour remonter à l’échelon supérieure. Si le Sénonais de naissance est titularisé en tant que milieu défensif en début de saison, il est progressivement déplacé au poste de latéral droit à partir de décembre. En pleine lutte pour la montée, la saison est interrompue par la pandémie de COVID-19.
Après une saison écourtée, il rejoint l'US Orléans en juin 2020. Une nouvelle fois, il rejoint un club qui vient de redescendre en National. Le 21 août 2020, il joue son premier match sous ses nouvelles couleurs contre le Stade Lavallois. Il est rapidement devenu un cadre de l'entre-jeu de son nouveau club. Avec le club orléanais, il joue la montée lors de sa première saison, avant de jouer le ventre mou lors des saisons suivantes. Lors de la saison 2021-2022, Loïc Goujon a porté le brassard de capitaine à neufs reprises. La saison suivante, l'USO connaît une saison plus difficile avec une lutte pour le maintien jusqu'à l'avant-dernière journée. Loïc Goujon va inscrire le premier but contre le Red Star (2-1) pour valider définitivement le maintien du club en National. Il décide ensuite de renouveler son contrat jusqu'en 2026.

## Statistiques
| Saison                | Club                  | Championnat           | Championnat | Championnat | Championnat | Coupe nationale | Coupe nationale | Coupe nationale | Coupe de la Ligue | Coupe de la Ligue | Coupe de la Ligue | Total | Total | Total |
| Saison                | Club                  | Division              | M.          | B.          | P.d.        | M.              | B.              | P.d.            | M.                | B.                | P.d.              | M.    | B.    | P.d.  |
| 2016-2017             | AJ Auxerre            | Ligue 2               | 26          | 0           | 0           | 4               | 0               | 0               | 2                 | 0                 | 0                 | 32    | 0     | 0     |
| 2017-2018             | AJ Auxerre            | Ligue 2               | 2           | 0           | 0           | 0               | 0               | 0               | 0                 | 0                 | 0                 | 2     | 0     | 0     |
| Sous-total            | Sous-total            | Sous-total            | 28          | 0           | 0           | 4               | 0               | 0               | 2                 | 0                 | 0                 | 34    | 0     | 0     |
| 2017-2018             | US Boulogne (prêt)    | National              | 20          | 1           | 1           | 3               | 0               | 0               | -                 | -                 | -                 | 23    | 1     | 1     |
| 2018-2019             | AJ Auxerre            | Ligue 2               | 21          | 0           | 0           | 1               | 0               | 0               | 2                 | 0                 | 0                 | 24    | 0     | 0     |
| 2019-2020             | Red Star              | National              | 22          | 0           | 1           | 5               | 0               | 1               | 1                 | 0                 | 0                 | 28    | 0     | 2     |
| 2020-2021             | US Orléans            | National              | 28          | 0           | 0           | 4               | 0               | 0               | -                 | -                 | -                 | 32    | 0     | 0     |
| 2021-2022             | US Orléans            | National              | 30          | 0           | 4           | 3               | 0               | 0               | -                 | -                 | -                 | 33    | 0     | 4     |
| 2022-2023             | US Orléans            | National              | 29          | 3           | 2           | 1               | 0               | 0               | -                 | -                 | -                 | 30    | 3     | 2     |
| 2023-2024             | US Orléans            | National              | 32          | 2           | 1           | 6               | 0               | 1               | -                 | -                 | -                 | 38    | 2     | 2     |
| 2024-2025             | US Orléans            | National              | 25          | 2           | 2           | 4               | 0               | 0               | -                 | -                 | -                 | 29    | 2     | 2     |
| Sous-total            | Sous-total            | Sous-total            | 144         | 7           | 9           | 18              | 0               | 1               | 0                 | 0                 | 0                 | 162   | 7     | 10    |
| 2025-2026             | US Concarneau         | National              | 0           | 0           | 0           | 0               | 0               | 0               | -                 | -                 | -                 | 0     | 0     | 0     |
| Total sur la carrière | Total sur la carrière | Total sur la carrière | 235         | 8           | 11          | 31              | 0               | 2               | 5                 | 0                 | 0                 | 271   | 8     | 13    |

## Palmarès

### En club
Vainqueur de la Coupe Gambardella en 2014.